# American Airlines
American Airlines, Inc. (AA) je velika ameriška letalska družba s sedežem Fort Worthu, Teksas. Velja za največjo letalsko družbo na svetu po številu prepeljanih potnikov, floti in prihodkih in drugo največja po številu destinacij. AA tekmuje z drugimi velikimi ameriški družbami kot so Delta, United in Southwest. Letala družbe AA se zlahka prepozna po kovinski barvi, sicer v zadnjem času uporabljajo tudi sivo barvo. Družba ima v floti okrog 960 letal.
Decembra 2013 se je AA združila s US Airways.

## Galerija
- Airbus A319-100
- Airbus A321-200 na Los Angeles International Airport
- Airbus A330-200 prihaja na Manchester Airport
- Airbus A330-300 taksira na letališču London Heathrow Airport
- Boeing 737-800
- Boeing 757-200 pristaja na letališču Miami International Airport
- Boeing 767-300ER
- Boeing 777-200ER
- Boeing 777-300ER
- Boeing 787-8